# Hermigua

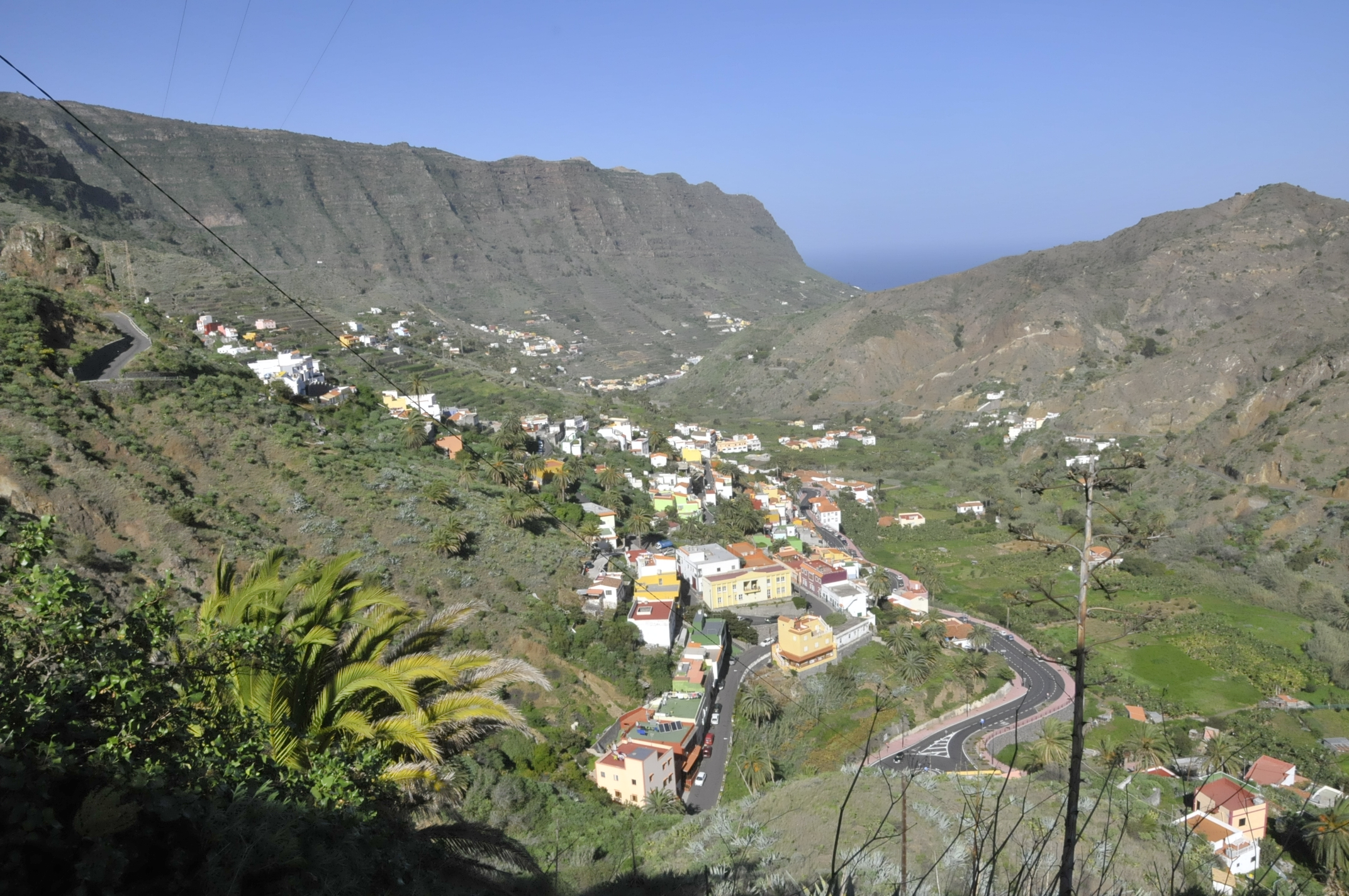
Hermigua

Hermigua és un municipi de l'illa de La Gomera, a les illes Canàries. Inclou els nuclis de Las Casas, Piedra Romana, Santa Catalina, El Estanquillo i Callejón de Ordaiz.

## Economia
L'economia del municipi està basada principalment en l'agricultura (plàtan, vi) i en el turisme rural. Pel que fa a aquest últim, Hermigua s'ha convertit en un dels punts principals d'oferta d'aquest tipus de turisme en La Gomera.

## Història
En 1680 Hermigua tenia 930 habitants i 188 cases. A causa de la crisi vitivinícola en el segle xviii, l'economia es veu afectada seriosament, augmentant l'emigració, i per tant, es produïx un descens del nombre d'habitants. En 1812 es constituïx com ajuntament, acabat el règim senyorial. Al començament del segle XX es realitzen una sèrie d'obres en la vall per a dur l'aigua a tots els cultius, caracteritzats sobretot pel plàtan. El municipi arriba als 5.824 habitants el 1940, però descendeix la població a partir d'aquest any a causa del fenomen de l'emigració.

## Població
| Any  | Població | Densitat      |
| ---- | -------- | ------------- |
| 1991 | 2.120    | 53,44 hab/km² |
| 1996 | 2.150    | 54,20 hab/km² |
| 2001 | 2.038    | 51,37 hab/km² |
| 2002 | 2.151    | 54,22 hab/km² |
| 2003 | 2.167    | 54.63 hab/km² |
| 2004 | 2.176    | 54,85 hab/km² |